# Rockwall (Teksas)
Rockwall – miasto w hrabstwie Rockwall, w amerykańskim stanie Teksas, na wschodnim wybrzeżu jeziora Ray Hubbard. Miasto jest siedzibą hrabstwa Rockwall i  częścią konurbacji Dallas–Fort Worth. Według spisu w 2020 roku liczy 47,3 tys. mieszkańców.

## Demografia
W 2020 roku 71,1% populacji stanowią biali (nie licząc Latynosów), co jest znacznie powyżej średniej obszaru metropolitalnego Dallas i stanu Teksas. Latynosi stanowili 17,2% populacji, następnie 6,1% to byli czarni lub Afroamerykanie, 3,2% było rasy mieszanej, 3,1% miało pochodzenie azjatyckie i 0,5% to rdzenna ludność Ameryki.